# Fernandina Beach
Fernandina Beach é uma cidade localizada no estado americano da Flórida, no condado de Nassau, do qual é sede. Ele é considerado como sendo um dos principais municípios compreendendo Mais Jacksonville. Foi incorporada em 1825.

## Geografia
De acordo com o United States Census Bureau, a cidade tem uma área de 30,7 km², onde 28,8 km² estão cobertos por terra e 1,8 km² por água.

### Localidades na vizinhança
O diagrama seguinte representa as localidades num raio de 40 km ao redor de Fernandina Beach.

## Demografia
Segundo o censo nacional de 2010, a sua população é de 11 487 habitantes e sua densidade populacional é de 398,5 hab/km². É a localidade mais populosa e também a mais densamente povoada do condado de Nassau. Possui 7 064 residências, que resulta em uma densidade de 245 residências/km².